# Carl Gutknecht
Carl Gutknecht (* 20. Mai 1878 in Basel; † 5. Februar 1970 ebenda) war ein Schweizer Bildhauer.

## Leben und Werk

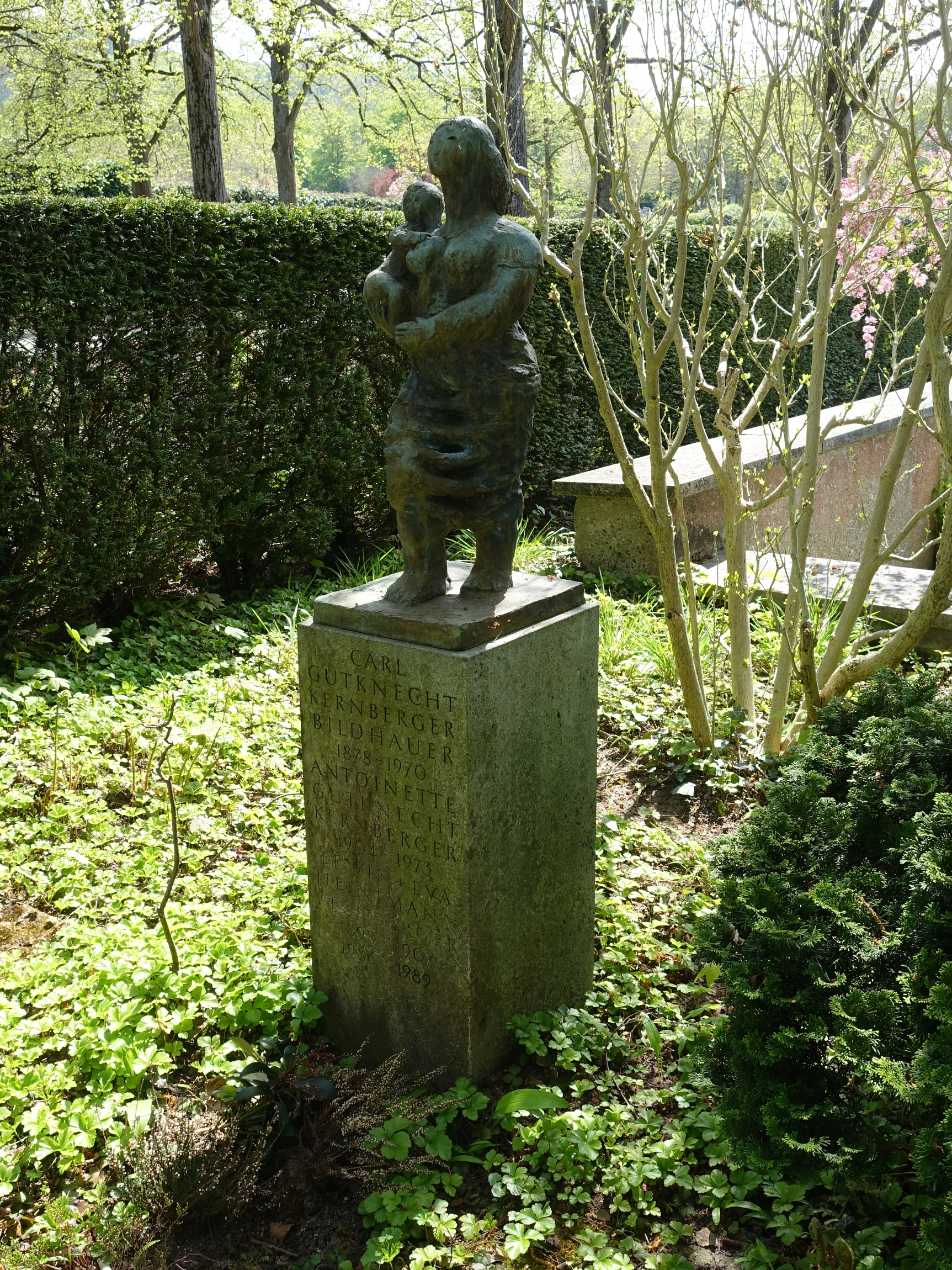
Familiengrab. Friedhof am Hörnli

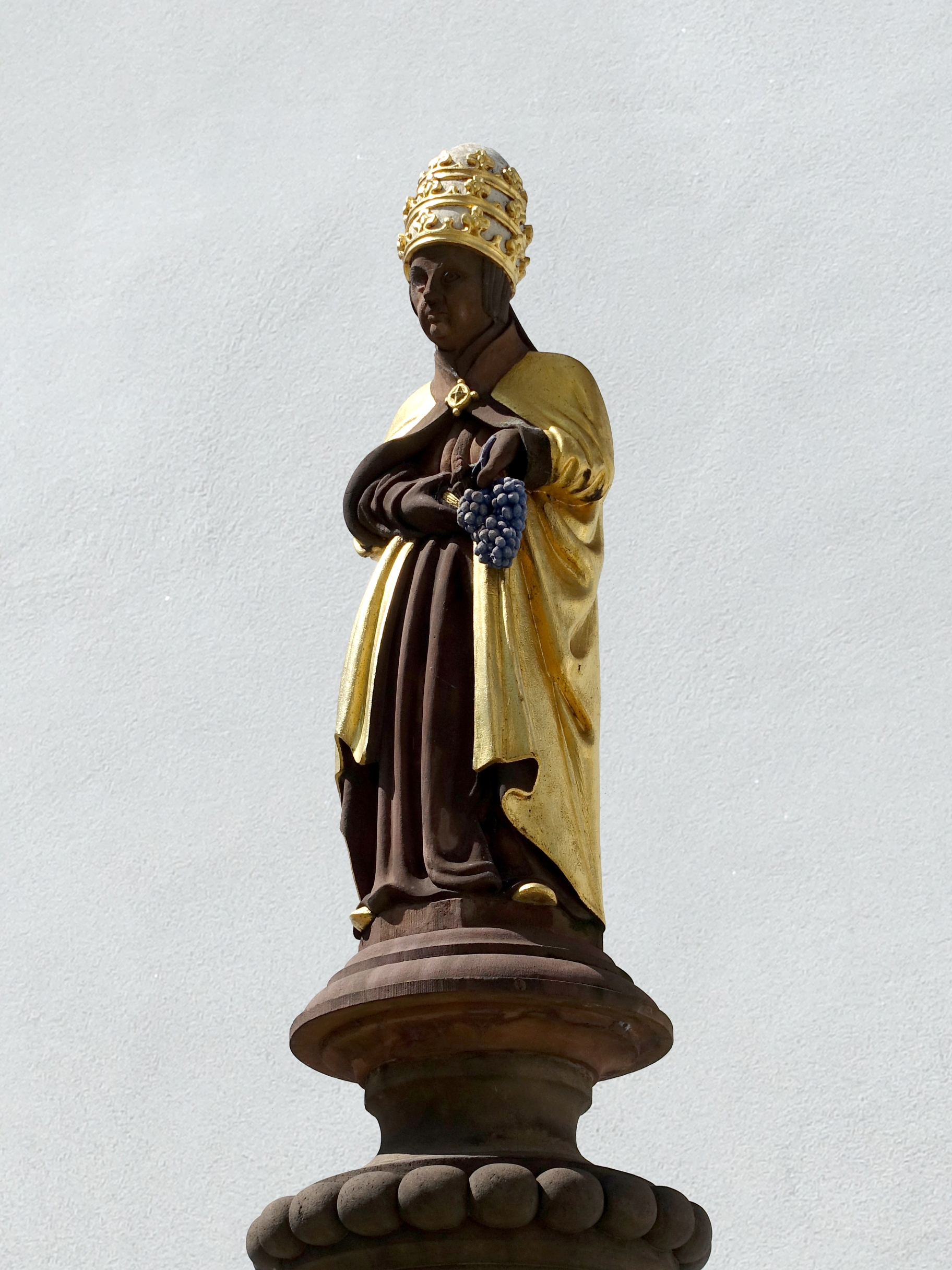
Stock des St. Urbanbrunnens in Basel. Nachbildung der mittelalterlichen Brunnenfigur von Carl Gutknecht, 1953

Carl Gutknecht war Sohn eines aus dem Elsass stammenden Bildhauers. Bei seinem Vater erhielt er eine Lehre als Steinbildhauer, Steinmetz und Stuckateur. Zugleich studierte er bei Albert Wagen an der Gewerbeschule in Basel. Ab 1898 bildete er sich an der Ecole des Arts industriels in Genf und an der École des Beaux-Arts in Paris weiter. Er liess es sich besonders durch die Arbeiten von Aristide Maillol stilistisch beeinflussen. Ab 1900 war er wieder in Basel wohnhaft. Nach 1930 unternahm er längere Studienreisen, die ihn nach Paris, Florenz und Neapel führten.
Wie viele seiner Basler Künstlerkollegen war er für das Larvenatelier Tschudin tätig. Gutknechts Werke umfassen Basler Künstlerlarven, Brunnenplastiken, Grabdenkmäler, Reliefs, Porträts und Kleinplastiken, die vorwiegend im Raum Basel zu sehen sind.
Seine Arbeiten entstanden grösstenteils in staatlichem Auftrag und wurden in Gips, Ton, Stein, Zement und Bronze gefertigt. Einige seiner Werke gingen aus den Wettbewerben des Kunstkredit Basel-Stadt als Sieger hervor.
Er entwickelte «eine persönliche Ausdrucksweise in klassisch ausgewogenen Proportionen und Bewegungsabläufen, wobei ruhige, vorzugweise gerundete kubische Formen dominieren.»
Gutknecht war mit Antoinette Kernberger (1904–1973) verheiratet.

## Werke (Auswahl)
- 1926: Brunnenplastik, Knabe mit Fisch, Schifflände, Basel
- 1931: Brunnenplastik, Mädchen, Claraschulhaus, Basel
- 1931: Fünf Zementreliefs für die Fassade des Anatomischen Museums, Basel
- 1935: Knabenfigur, Bronzeplastik an der Solitude-Promenade, Basel
- 1935: Brunnenplastik Schlange, in der Claramatte, Basel
- 1939: Fassaden-Skulptur, Jüngling mit Pegasus, Petersgraben 50, Basel
- 1941: Reliefs Marktszenen , Wirtschaftsgymnasium, Basel
- 1941: Brunnenplastik Mädchen mit Spiegel, Ecke Missionsstrasse/Hegenheimerstrasse, Basel
- 1955: Bronzeplastik Fischer, Bonergasse 71, Kleinhüningen, Basel
- 1956: Brunnen- und Grabskulpturen auf dem Friedhof am Hörnli, Riehen

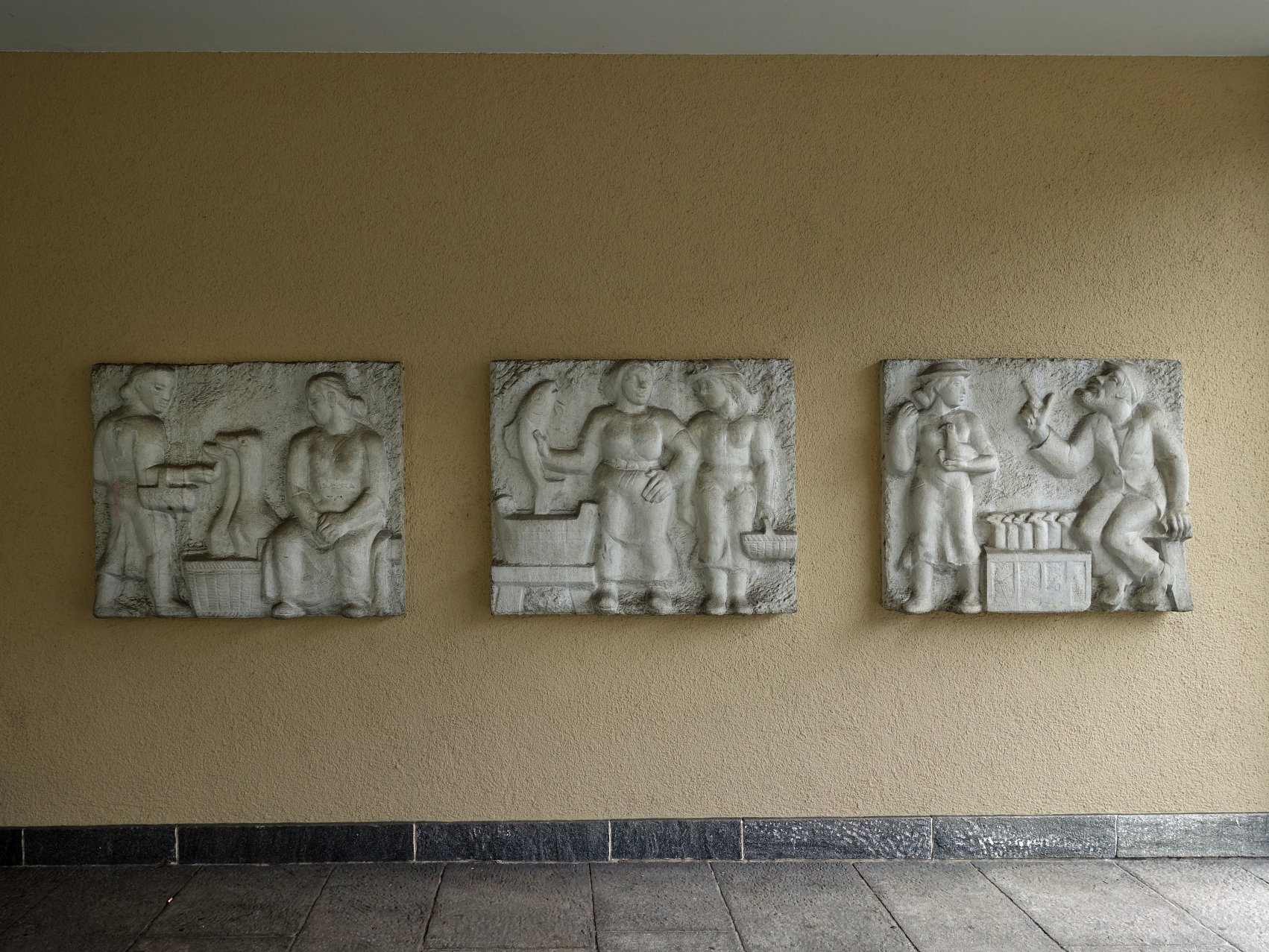
Drei Marktszenen, 1941, Basel
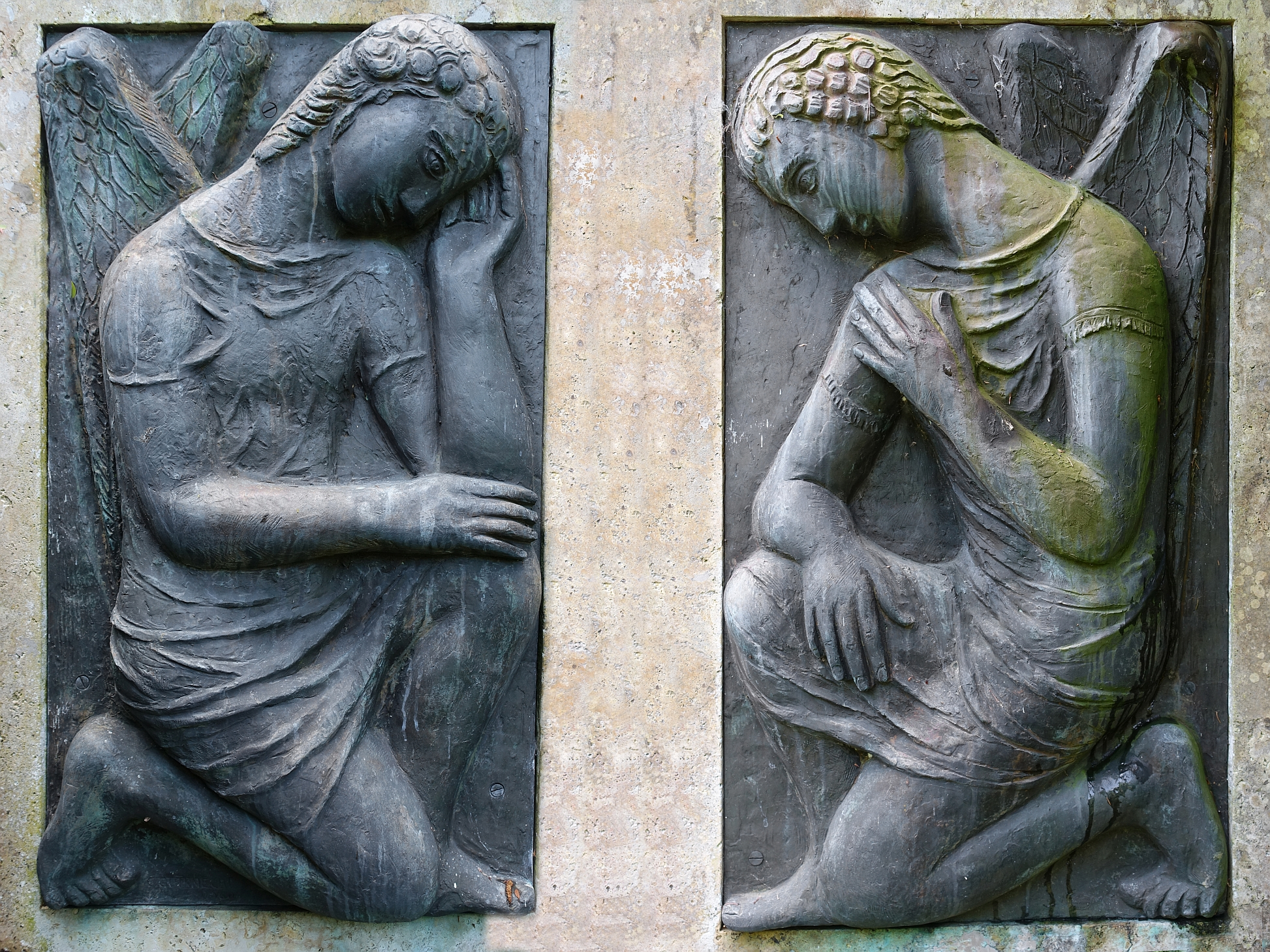
Wachende Engel, 1960, Basel
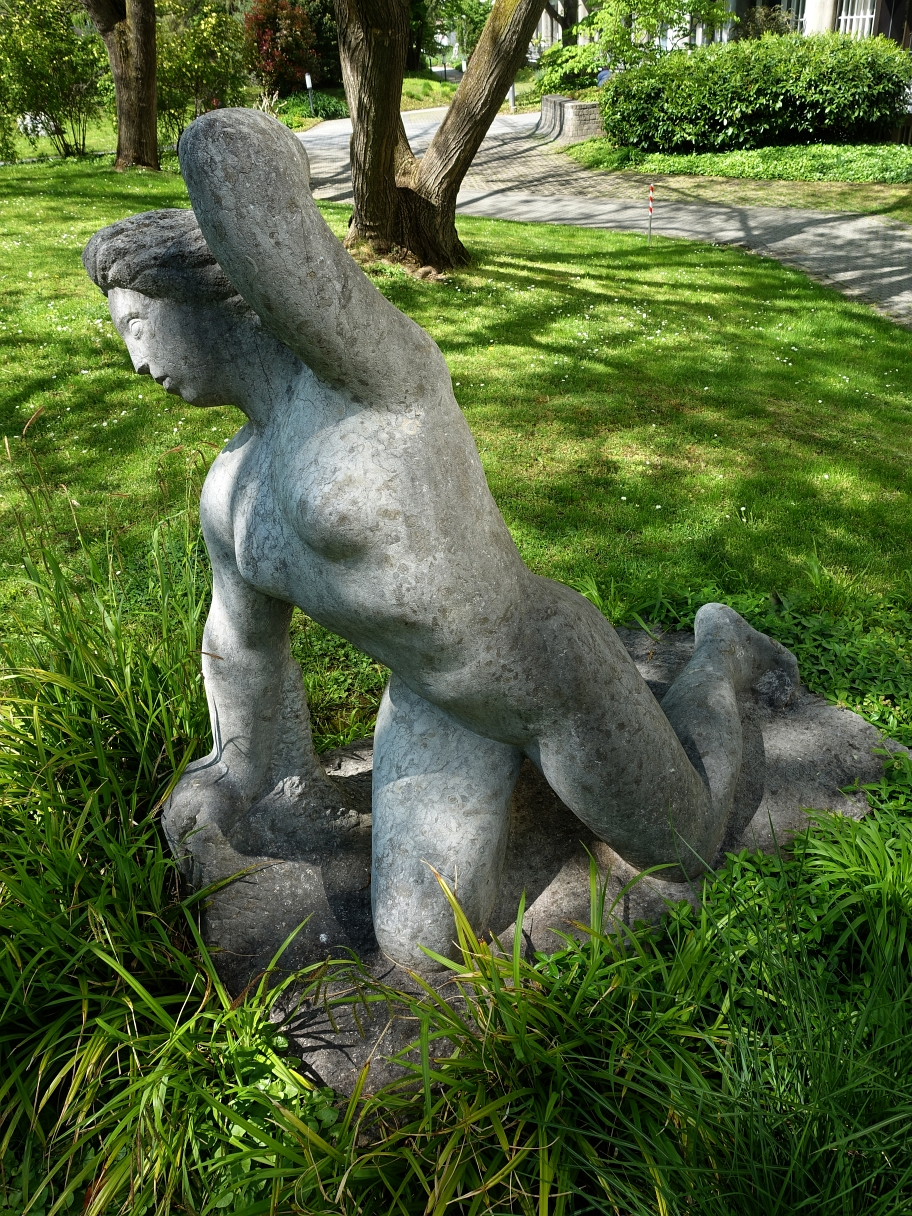
Kniende, 1945, Basel
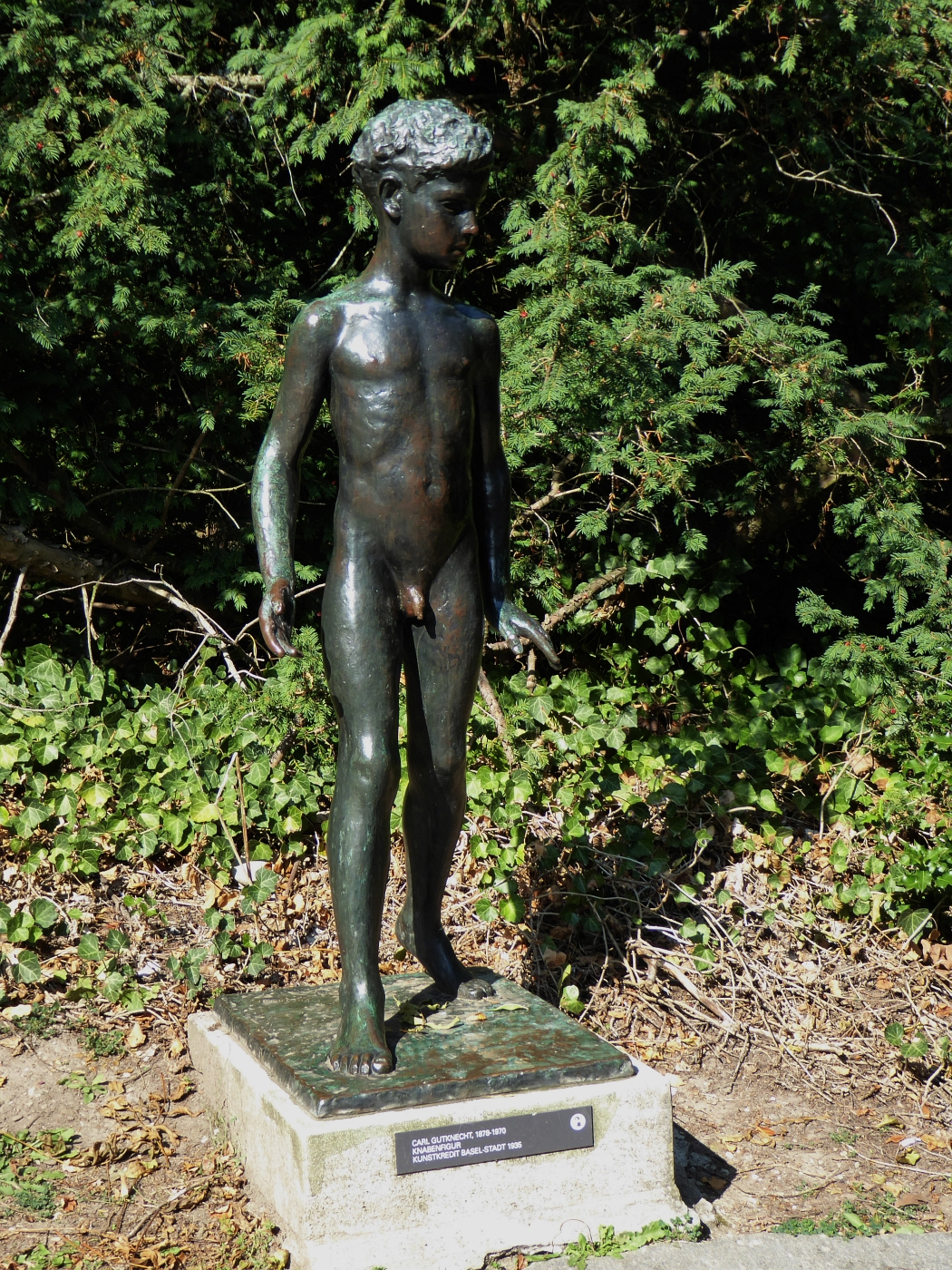
Knabenfigur, 1935, Basel
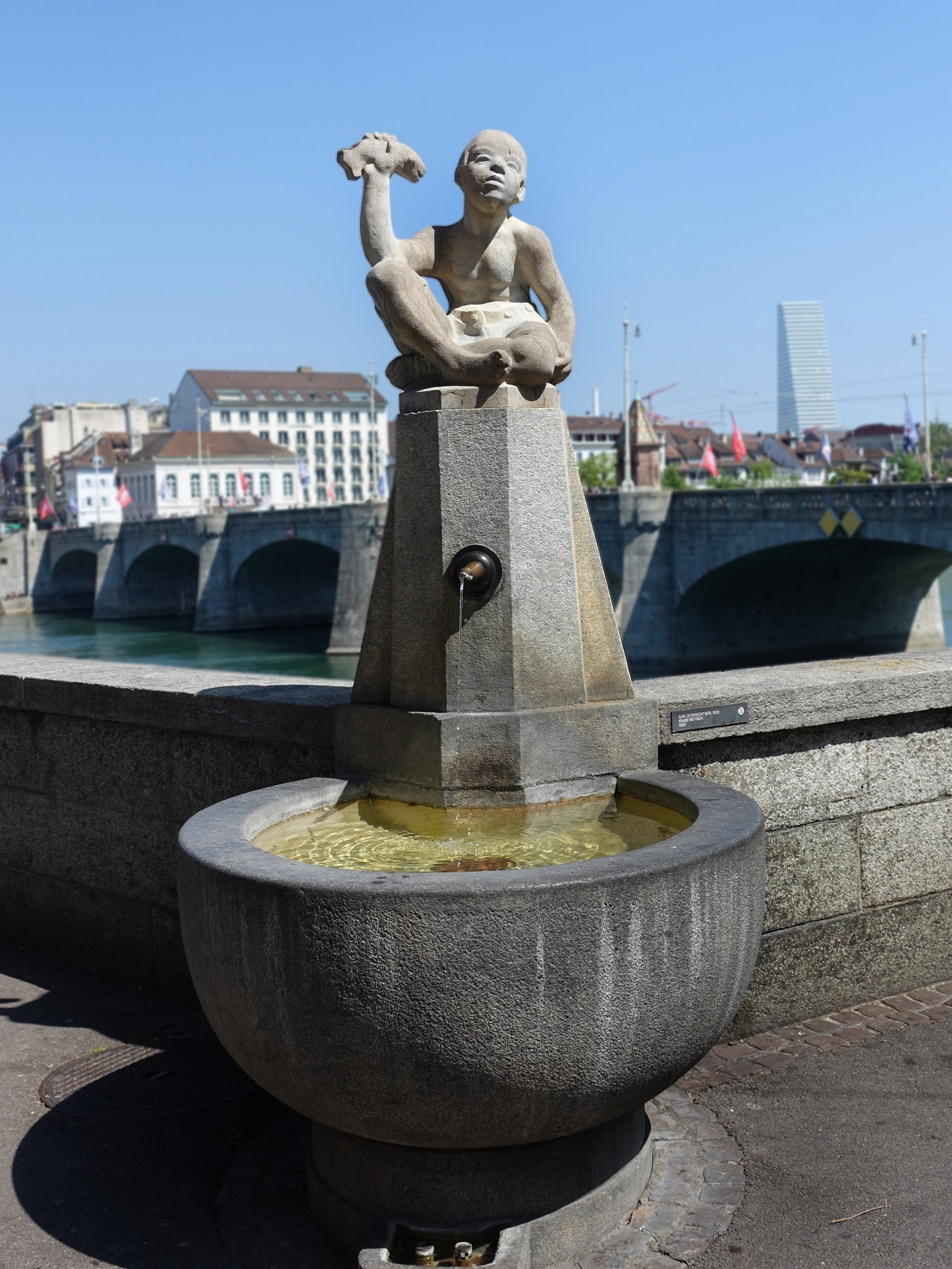
Knabe mit Fisch, 1926, Basel
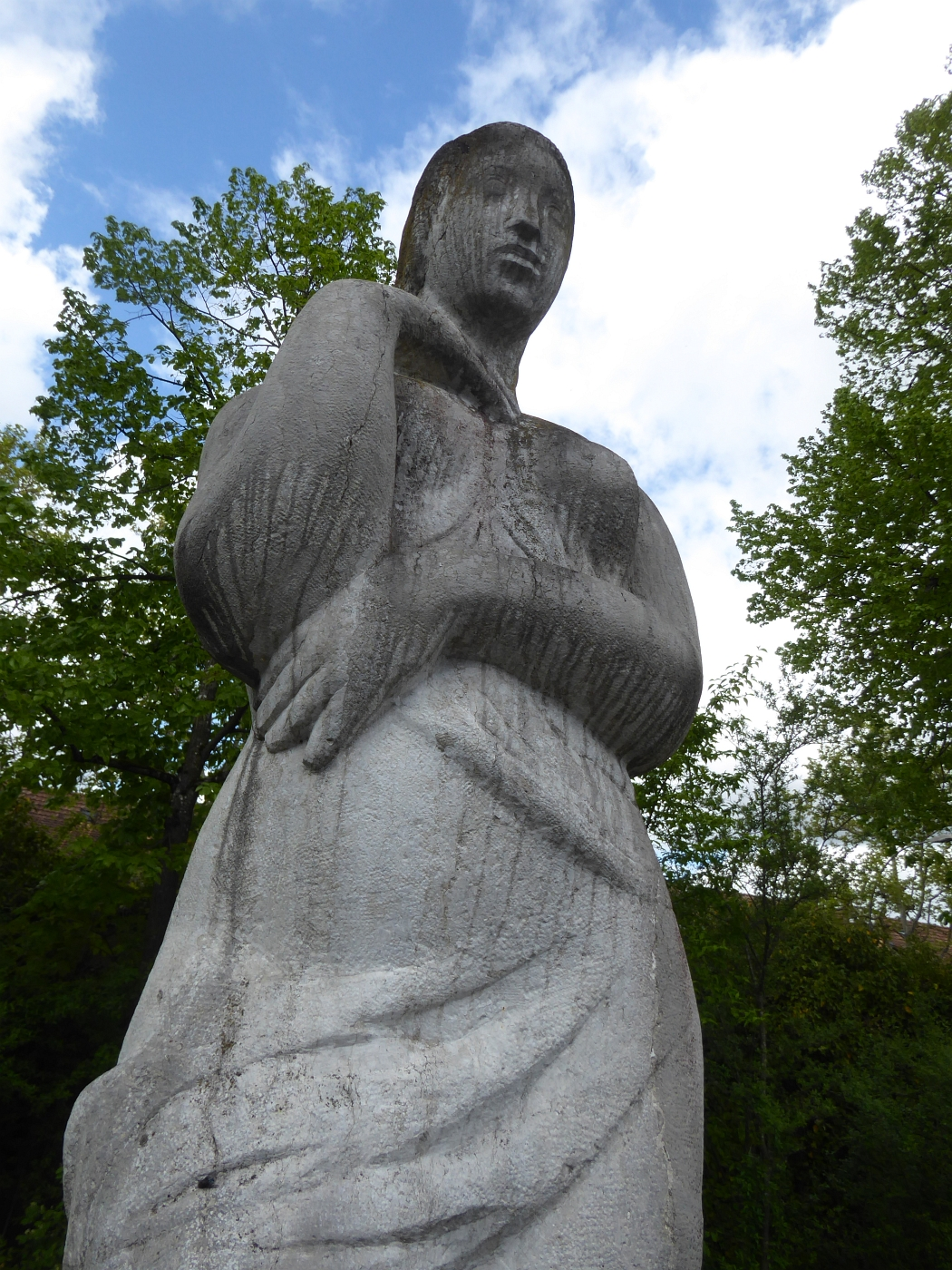
Frauenfigur, 1956, Basel
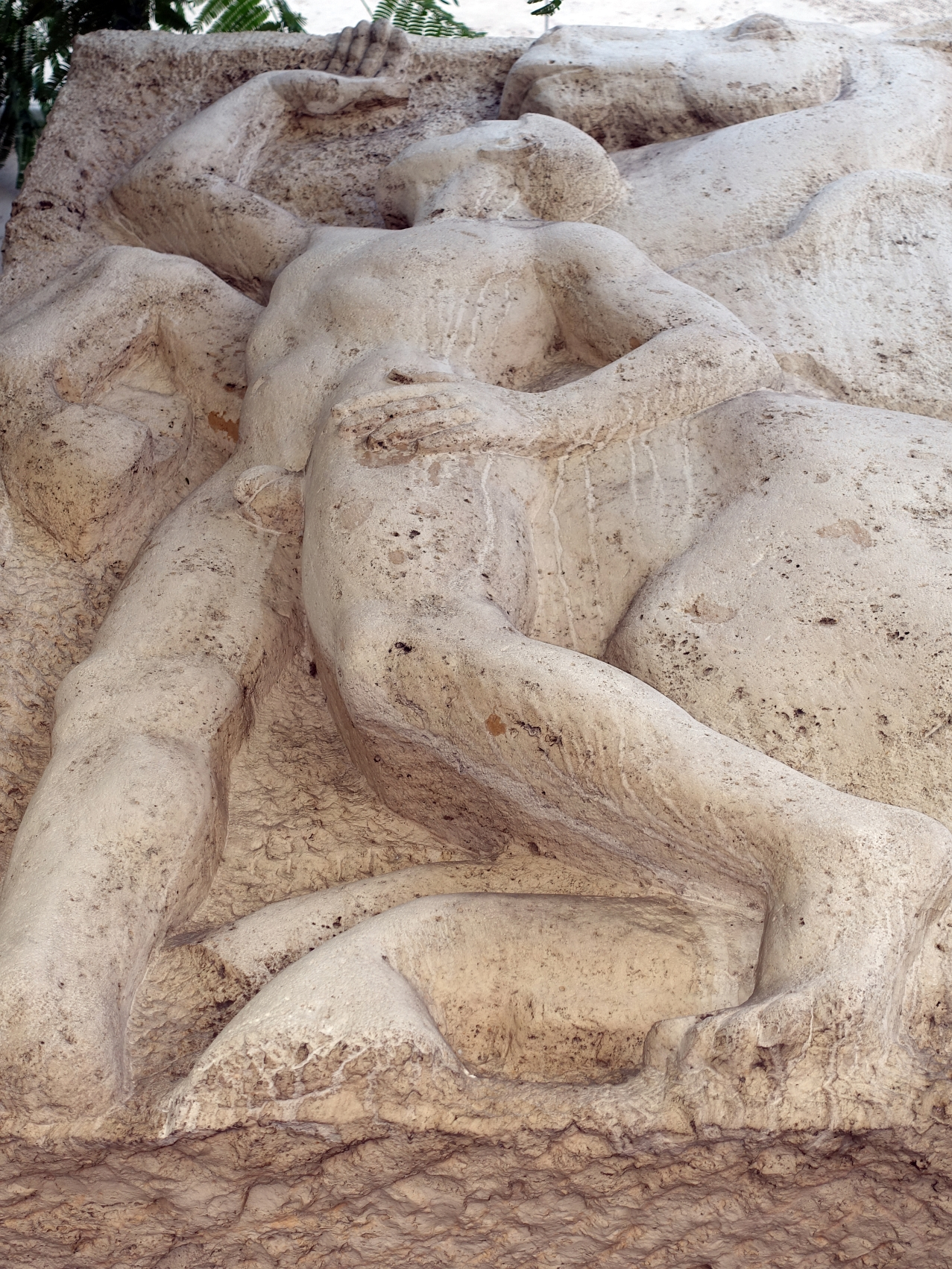
Jüngling mit Pegasus, 1939, Basel

## Ausstellungen
- 1933: Kunstmuseum Basel, GSMBA, Basler Maler und Bildhauer
- 1935: Kunsthaus Basel, Weihnachtsausstellung Basler Künstler
- 1936: Kunstmuseum Bern, Nationale Kunstausstellung
- 1945: Kunsthaus Zürich, GSMBA
- 1950: Kunsthaus Basel, Weihnachtsausstellung Basler Künstler